# Potenziale d'azione atriale
In elettrocardiografia, il potenziale d'azione atriale è un potenziale d'azione che si evidenzia negli atri.
Tali potenziali sono simili ai potenziali d'azione ventricolari con l'eccezione che hanno una ridotta fase 2 (fase di plateau) a causa di un flusso di calcio più piccolo. Inoltre, in confronto al potenziale d'azione ventricolare, potenziali di azione atriali hanno un periodo di ripolarizzazione più lenta, ciò indica che le correnti di ripolarizzazione non sono molto ampie e che non hanno un grande picco.

## Applicazioni
I potenziali d'azione atriali si modificano in diverse patologie aritmiche cardiache, soprattutto nella fibrillazione atriale. La conduzione seno-atriale è implicata nella prognosi di diverse aritmie, che vengono valutate solitamente con l'holter elettrocardiografico